# Sifonamento

Sifonamento

Il sifonamento è un fenomeno disastroso provocato da una risalita verticale di fluido in un suolo che non è in grado di opporsi a tale spinta. Il risultato è quello di una inondazione con rottura degli strati superficiali e/o profondi e danneggiamento o distruzione delle opere costruite. Il fenomeno è legato alla filtrazione, che varia il regime delle pressioni rispetto alla spinta idrostatica ed è innescato da una differenza di pressione tra la parte a monte e quella a valle di un'opera di sostegno.

## Descrizione
Un tale evento può verificarsi ad esempio in questo contesto: in seguito ad uno scavo protetto da un diaframma, sotto la quota di pelo libero della falda acquifera, viene a determinarsi una sorta di sottile "tappo", costituito dalla base dello scavo, sotto cui l'acqua sotterranea preme verso l'alto, come in una bottiglia di spumante.
Man mano che lo scavo assottiglia questa sorta di tappo, si incrementa la pressione nell'acqua che tende a risalire dal fondo dello scavo e questo contrasta il peso proprio del terreno stesso. Oltrepassato un punto limite, la spinta dell'acqua solleva il terreno o lo rompe, dando inizio ad una vera e propria inondazione. Ovviamente la gravità del fenomeno deve essere prevista dal progettista che segue lo scavo che provvede a cautelarsi da tale fenomeno, adottando un opportuno coefficiente di sicurezza per l'opera da eseguire. Il principio delle tensioni efficaci ci aiuta a capire la natura fisica di questo fenomeno: le tensioni efficaci sono le tensioni che si distribuiscono all'interno dello scheletro solido dei terreni e la loro variazione provoca la "risposta del terreno", vale a dire cedimenti e rigonfiamenti. Quando queste risultano nulle si ha che la pressione dell'acqua in quei punti è uguale alle tensioni totali (tensioni dovute al peso del terreno, ad un carico, ecc) e quindi il terreno sifona.
Il sifonamento rappresenta un problema grave poiché si autoalimenta. La fuoriuscita d’acqua sposta il terreno dalla sua sede, causando ulteriori danni alla struttura. Per contrastarlo, si possono posizionare sacchi di sabbia nel punto di ingresso dell’acqua, permettendo di ridurre la pressione e aumentando il peso sull’area instabile per ripristinarne la stabilità.